# Peru (Vermont)
Peru  (in origine Bromley) è una cittadina statunitense dello stato del Vermont, sita nella Contea di Bennington.
Essa si trova a nordest della contea di appartenenza, confinando con la contea di Rutland a nord. La cresta delle Green Mountains va da nord verso sud attraverso la metà occidentale della cittadina, attraversata dal sentiero degli Appalachi. Il Monte Bromley, con i suoi 1000 m s.l.m. e le sue piste di sci si trovano nella parte meridionale del territorio della cittadina, mentre il Picco Styles (1034 m s.l.m.) ed il Picco Peru (1045 m s.l.m.) si trovano nella parte sudest del territorio cittadino, oltre la zona sciistica del Monte Bromley. Secondo l'Ufficio censuario degli Stati Uniti, il territorio cittadino riguarda una superficie totale di 96.7 km2, dei quali 96.4 sono di terreno mentre il rimanente è occupato da specchi d'acqua.
Peru è bagnata dal fiume Otter Creek.